# The Great Southern Trendkill
The Great Southern Trendkill ist das achte Studioalbum der US-amerikanischen Metal-Band Pantera. Es wurde am 7. Mai 1996 durch EastWest Records veröffentlicht. Das Album erreichte Platz vier der Billboard 200 und wurde in den USA in seinem Veröffentlichungsjahr mit Gold und 2004 mit einer Platin-Schallplatte zertifiziert.

## Entstehung und Stil
Im Gegensatz zum Vorgänger fiel The Great Southern Trendkill wieder etwas vielfältiger aus. Mehrere ruhigere Stücke sind enthalten, wie etwa 10's, Suicide Note, Pt. 1 und Floods, jedoch sind mit dem Titelstück und etwa Suicide Note, Pt. 2 auch sehr schnelle und vergleichsweise monotone Stücke enthalten. Erneut wurde mit Terry Date aufgenommen, allerdings fanden die Gesangsaufnahmen in Trent Reznors Nothing Studios in New Orleans statt, da es bei den Aufnahmen zu Spannungen zwischen Phil Anselmo und dem Rest der Band gekommen war.

## Rezeption
Götz Kühnemund, Chefredakteur des Magazins Rock Hard, hob in seiner Rezension darauf ab, dass es seit Far Beyond Driven nicht mehr „in“ sei Pantera zu mögen. Weil das Album sowohl mehr Groove und melodischere Passagen, aber auch brutalere Stücke aufweist, nannte er The Great Southern Trendkill eine „zweischneidige Angelegenheit“. Er bewertete die Platte persönlich positiv, da Pantera „wirklich tight spielen und selbst bei extremsten Passagen noch jede Menge Dynamik und Musikalität durchschimmern lassen“. Er vergab 8,5 von zehn Punkten.
Steve Huey von Allmusic nannte die ruhigen Stücke die „eingängigsten Momente“ des Albums. Zwar fänden Langzeit-Pantera-Fans auf dem Album viel Erfreuliches, doch insgesamt sei es eine inkonsistente Veröffentlichung. Er vergab drei von fünf Sternen.

## Titelliste
1. The Great Southern Trendkill – 3:46
2. War Nerve – 4:53
3. Drag the Waters – 4:55
4. 10’s – 4:49
5. 13 Steps To Nowhere – 3:37
6. Suicide Note Pt. 1 – 4:44
7. Suicide Note Pt. 2 – 4:19
8. Living Through Me (Hells’ Wrath) – 4:50
9. Floods – 6:59
10. The Underground in America – 4:33
11. (Reprise) Sandblasted Skin – 5:39